# Jürgen Tonndorf
Jürgen Tonndorf (auch Juergen Tonndorf; * 1. Februar 1914 in Göttingen; † 3. November 1989 in New York City) war ein deutsch-US-amerikanischer HNO-Arzt.

## Leben
Jürgen Tonndorf war der Sohn des Göttinger und Leipziger Ordinarius für Hals-Nasen-Ohren-Heilkunde Woldemar Tonndorf, wuchs in Dresden auf und studierte an der Universität Kiel Medizin, wo er 1938 einen Dr. med. erwarb. Als Assistenzarzt arbeitete er in Dresden. An der Universität Heidelberg habilitierte sich Tonndorf und erwarb die Anerkennung als Facharzt für Hals-Nasen-Ohren-Heilkunde. Im Zweiten Weltkrieg diente er in der deutschen Kriegsmarine.
1947 emigrierte Tonndorf in die Vereinigten Staaten, wo er sechs Jahre lang in der Flugmedizin der Randolph-Field-Basis arbeitete. 1953 wechselte er an die University of Iowa, wo er neun Jahre lang blieb. 1962 ging Tonndorf an die Columbia University nach New York City. 1983 wurde er emeritiert.

## Wirken
Tonndorf beschäftigte sich – aufbauend auf die Arbeiten von Georg von Békésy – mit Anatomie und Physiologie von Mittelohr und Cochlea. Er benutzte Laser-Interferometrie zur Bestimmung der Auslenkung des Trommelfells und untersuchte die Knochenleitung. Weitere Forschungsgebiete waren die Psychophysik und die Audiologie. Tonndorf betrieb translationale Forschung und gilt als einer der Pioniere der Tinnitus-Forschung.

## Auszeichnungen (Auswahl)
- 1968 Mitglied der Leopoldina[3]
- 1989 Cothenius-Medaille der Leopoldina[4]
- Ehrendoktorat der Universität Göttingen